# Sasang Mati Penchen
| Tibetische Bezeichnung                       |
| -------------------------------------------- |
| Wylie-Transliteration: sa bzang mati panchen |
| Chinesische Bezeichnung                      |
| Vereinfacht: 萨桑•玛德班钦                   |
| Pinyin:Sasang Made Banqin                    |

Sasang Mati Penchen (tib.: sa bzang mati pan chen; geb. 1294; gest. 1376) war ein berühmter Pandita der Jonang-Schule. Er war ein Schüler von Dölpopa (1292–1361).
Er war ein großer Meister des Sutra und Tantra, insbesondere der Fünf Bücher des Maitreya und des Kālacakra-Tantra. Er vollendete eine neue überarbeitete Übersetzung des Kālacakra-Tantra und des Kommentarwerks Vimalaprabhā. Später lebte und lehrte er im Sakya-Kloster Sabzang Ganden (sa bzang dga' ldan).